# Amo un assassino
Amo un assassino è un film del 1951 diretto da Baccio Bandini.

## Trama
Una donna viene trovata morta nell'atrio di un palazzone romano. In quello stesso palazzo vive il commissario di polizia Pietrangeli, incaricato delle indagini, con la figlia Silvia. Presto si scopre che Manni, il nuovo inquilino del palazzo, era il marito della morta. La coppia era separata da tempo ma la donna continuava a chiedergli dei soldi. 
L'uomo cerca di scagionarsi ma il presunto alibi non può essere rivelato, Manni infatti ha ormai da tempo stretto un legame proprio con Silvia che non ha mai avuto il coraggio di parlare con il padre. Messa alle strette la ragazza confessa e fugge con l'uomo ma viene rintracciata grazie all'aiuto di Giorgio, un altro inquilino. Durante un duro confronto arriva la polizia che era stata avvisata da una telefonata anonima.
Grazie a questa telefonata arrivata da un night club il commissario potrà scoprire l'identità dell'assassino e ritirare le dimissioni che aveva presentato a causa della delicata situazione in cui si trovava.

## Produzione
La pellicola è ascrivibile al filone dei melodrammi sentimentali, comunemente detto strappalacrime (poi ribattezzato neorealismo d'appendice dalla critica), molto in voga in quegli anni tra il pubblico italiano, incrociato al poliziesco, altro filone molto popolare in quel periodo.
Venne girato negli studi romani della Titanus alla Farnesina.

## Distribuzione
Il film venne distribuito nel circuito cinematografico italiano il 27 novembre del 1951.
Nel 1954 fu distribuito anche negli Stati Uniti.